# Йохан Ернст Фугер
Йохан Ернст Фугер (на немски: Johann Ernst Fugger; * 24 юли 1590 в Щетенфелс; † 20 декември 1639) от род Фугер е граф на Кирхберг-Вайсенхорн в Бавария, господар на Гльот, Щетенфелс, Болвайлер, дипломат и президент на императорския съвет.
Той е големият син на Кристоф Фугер фон Кирхберг-Вайсенхорн, господар на Гльот (1566 – 1615 в Аугсбург) и съпругата му графиня Мария фон Шварценберг (1572 – 1622 в Аугсбург), дъщеря на граф От-Хайнрих фон Шварценберг-Хоенландсберг (1535 – 1590 в Мюнхен) и втората му съпруга фрайин Катарина фон Фрундсберг (1530 – 1582). Внук е на граф Ханс Фугер фон Кирхберг-Вайсенхорн (1531 – 1598) и правнук на Антон Фугер (1493 – 1560).
Брат е на Ото Хайнрих Фугер фон Кирхберг-Вайсенхорн (1592 – 1644) и на Мария Фугер (1594 – 1635), омъжена на 18 октомври 1615 г. в Мерзебург за граф Хиронимус Фугер фон Кирхберг-Вайсенхорн (1584 – 1633) и 1634 г. за Паул цу Шпаур и Флавон.
Йохан Ернст Фугер служи като дипломат на император Фердинанд II и след това става президент на императорския съвет през 1632 г. Той е лоялем с и католиците.
Йохан Ернст Фугер умира на 20 декември 1639 г. на 49 години и е погребан в Хофкирхен.

## Фамилия
Йохан Ернст Фугер се жени на 20 февруари 1612 г. в Мьорзбург за фрайин Маргарета фон Болвайлер (* ок. 1590; † 23 април 1658 в Хилгартсберг), дъщеря на фрайхер Рудолф фон Болвайлер († 1616) и фрайин Доротея фон Тун († сл. 1602).  Те имат 10 деца.
- Мария Доротея Фугер (* 1612; † 1613)
- Ернст (Франц) Фугер (* 10 януари 1614; † 7 април 1639, Аугсбург), граф на Кирхберг-Вайсенхорн
- Кристоф Рудолф Фугер (* 8 февруари 1615, Шпайер Ст. Герман; † 5 ноември 1673, Гльот), граф Фугер, господар на Гльот, Щетенфелс, Болвайлер, Вайсенбург, женен I. 1646 г. за Мария Анна Антония Валбурга фон Монфор (* 1630; † 7 юли 1650), II. на 11 февруари 1657 г. в Именщат за Мария Йохана фон Рехберг (* 1633; † 19 октомври 1689)
- Ото Хайнрих Фугер (* 6 май 1617; † 16 юли 1669, Хилгартсберг), граф на Кирхберг-Вайсенхорн
- Мария Терезия Фугер (* 1618)
- Мария Фугер (* 13 декември 1620; † 1655)
- Мария Йохана Фугер (* 29 ноември 1622; † 6 май 1658, Ретенбах), омъжена 1651 г. за граф Леополд Фугер фон Кирхберг-Вайсенхорн (* 15 ноември 1620; † 14 август 1662)
- Йохан Ернст Фугер (* 1626)
- Фердинанд Ернст Фугер (* пр. 28 ноември 1628)
- Мария Катарина Фугер (* 30 май 1630; † 6 януари 1703, Пасау)